# Szumleś Szlachecki
Szumleś Szlachecki (kasz. Szlachecczi Szumlés) – wieś w Polsce położona w województwie pomorskim, w powiecie kościerskim, w gminie Nowa Karczma.
W latach 1975–1998 miejscowość administracyjnie należała do województwa gdańskiego.

## Nazwy źródłowe miejscowości
kasz. Krolewsczi Szlachecczi Szénflis, niem. Adelig Schönfliess